# Válter Krivitski
Válter Guérmanovich Krivitski (Ва́льтер Ге́рманович Криви́цкий (nombre real: Самуил Ге́ршевич Ги́нзберг, Samuíl Guérshevich Guínsberg) (1899 - 9 de febrero de 1941) fue un militar y espía soviético, general del Ejército Rojo y agente del GRU.

## Vida

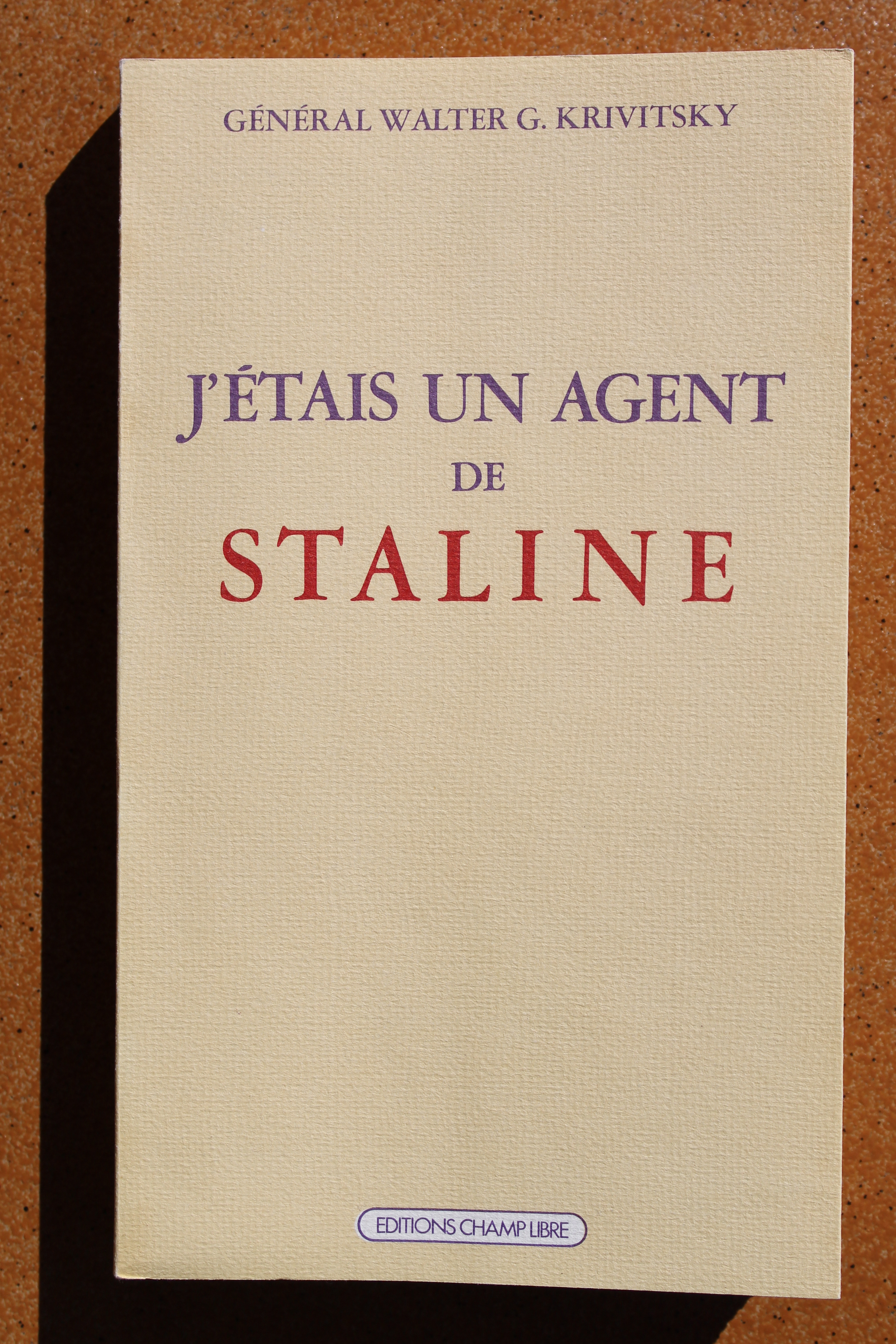
Edición en francés de In Stalin's secret service, éd. Champ libre.

Nacido Samuíl Guínsberg en Podwoloczyska, Reino de Galitzia y Lodomeria (hoy Pidvolochysk, Ucrania), entonces parte del Imperio austrohúngaro, adoptó el nombre Krivitski (retorcido) como nom de guerre revolucionario cuando entró en la Inteligencia Militar Soviética (GRU), en torno a 1917. Actuó como nelegal (agente con nombre y documentación falsa) en Alemania, Austria, Italia y Hungría y escaló puestos hasta convertirse en oficial de control. Robó planos de submarinos y aviones, interceptó correspondencia nazi-japonesa y reclutó a numerosos agentes, incluyendo a Madame Lupescu y Noel Field.
En mayo de 1937, cuando el GRU quedó bajo control de la NKVD (futuro KGB), Krivitski fue enviado a La Haya para operar como rezident, u oficial de control regional. Bajo la tapadera de anticuario coordinó una serie de operaciones de inteligencia por toda Europa Occidental. 
Después de huir a Estados Unidos a finales de 1938, Krivitski cuenta en su libro Yo, jefe del servicio secreto militar soviético los métodos de la Checa, las purgas estalinistas, las manipulaciones del régimen y también la falsa ayuda que aportó Stalin a la República española durante la Guerra civil.
Tras el asesinato de Trotski en agosto de 1940, Krivitski está convencido de que encabeza la lista del NKVD de hombres a eliminar.
El 10 de febrero de 1941, a las 9:30 de la mañana, fue encontrado muerto por una camarera envuelto en un charco de sangre en su cama fruto de una pequeña herida en la sien en el Hotel Bellevue, a una manzana de la Union Station en Washington D. C., con tres notas de suicidio. Muchos sospecharon que fue asesinado. Un informe del 10 de junio de 1941 indicaba que podía llevar muerto unas 6 horas.